# Antônio Luís Tigre
Antônio Luiz Tigre (Santana de Parnaíba, ca. 1659 - 1738)[carece de fontes?] foi um bandeirante e tropeiro paulista que atuou nos sertões do Brasil, na segunda metade do século XVII. Integrou a expedição de D. Rodrigo de Castelo Branco para descobrir minas no sul do Brasil.[carece de fontes?]

## História
Em 1679, por ordens de Borba Gato, liderou uma expedição que partiu de Curitiba e encontrou minas de ouro em Itambé, Paraná. Foi destacado povoador, obteve sesmaria em parte de Curitiba e na região  conhecida como Rio Verde em 22 de outubro de 1698,[carece de fontes?] e lá foi fundador da fazenda N. S. da Conceição do Tamanduá.